# Зелена престоница Европе
Зелена престоница Европе је награда коју Европска комисија додељује сваке године једном европском граду на основу његовог еколошког рекорда. Награда је покренута 22. маја 2008., а прва награда додељена је Стокхолму. Европска комисија је одавно препознала важну улогу коју локалне власти играју у побољшању животне средине и њихов висок ниво посвећености истинском напретку. Зелена престоница Европе замишљена је као иницијатива за промовисање и награђивање ових напора.

## Процес доделе
Почевши од 2010., један европски град се сваке године бира за Зелену престоницу Европе. Награда се додељује граду који:
- има рекорд у постизању високих еколошких стандарда;
- посвећен је сталним и амбициозним циљевима за даље унапређење животне средине и одрживи развој;
- може деловати као узор да инспирише друге градове и промовише најбоље праксе у свим другим европским градовима.

## Право пријаве
Сви градови Европе са више од 100.000 становника могу бити кандидати за Зелену престоницу Европе. Награда је отворена за чланице ЕУ, кандидате за чланство у ЕУ, Исланд, Лихтенштајн, Норвешку и Швајцарску. У земљама у којима не постоји град са више од 100.000 становника, највећи град има право да се пријави.
Пријаве се процењују на основу 12 задатака: локални допринос глобалним климатским променама, транспорт, зелена подручја, бука, производња и управљање отпадом, природа и биодиверзитет, ваздух, потрошња воде, третман отпадних вода, еко-иновације и одрживо запошљавање, управљање животном средином локалне власти и енергетске перформансе.

## Историја
Идеја о зеленој престоници Европе првобитно је зачета на састанку у мају 2006. у Талину. Награда је резултат иницијативе 15 европских градова (Талин, Хелсинки, Рига, Вилњус, Берлин, Варшава, Мадрид, Љубљана, Праг, Беч, Кил, Котка, Дартфорд, Тарту и Глазгов) и Удружења естонских градова, који је Европској комисији поднео такозвани Талински меморандум, предлажући оснивање награде за награђивање градова који предњаче у региону у еколошки прихватљивом урбаном животу. Награда је званично покренута на иницијативу Европске комисије 22. маја 2008. Прва Зелена престоница Европе је био Стокхолм 2010., а сваке године од када се један европски град бира за Зелену престоницу Европе.

### Добитници
- 2010: Стокхолм
- 2011: Хамбург [3]
- 2012: Виторија
- 2013: Нант
- 2014: Копенхаген
- 2015: Бристол [4]
- 2016: Љубљана [5]
- 2017: Есен
- 2018: Најмеген
- 2019: Осло
- 2020: Лисабон
- 2021: Лахти [6]
- 2022: Гренобл
- 2023: Талинн
- 2024: Валенсија
- 2025: Вилњус

## Зелени лист Европе
Након успеха награде за зелену престоницу Европе, многи мањи градови тражили су признање ЕУ за своје напоре и посвећеност у областима одрживости и животне средине. Као одговор, Европска комисија је покренула пилот иницијативу Зеленог листа Европе 2015. Конкурс Зеленог листа Европе има за циљ да градови између 20.000 и 100.000 становника препознају своју посвећеност бољим исходима животне средине, са посебним нагласком на напоре који генеришу зелени раст и нова радна места.
Циљеви Зеленог листа Европе су троструки:
- да препознају градове који показују добар еколошки рекорд и посвећеност генерисању зеленог раста;
- подстицати градове да активно развијају еколошку свест и укљученост грађана;
- идентификовати градове који су способни да делују као „зелени амбасадор“ и охрабрити друге градове да напредују ка бољим резултатима одрживости.

Зелени лист Европе се представља на годишњој основи од стране Европске комисије у вези са наградом Зелена престоница Европе од њеног осмишљавања 2015. као печат одобравања Мањим градовима, растући зеленије!

### Добитници
- 2015: Мољет дел Ваљес
- 2015: Торес Ведрас
- 2017: Голвеј
- 2018: Левен
- 2018: Векше
- 2019: Корнеља де Љобрегат
- 2019: Хорст ан де Мас
- 2020: Лимерик
- 2020: Мехелен
- 2021: Лапенранта
- 2021: Габрово
- 2022: Валонго
- 2022: Винтерсвајк
- 2024: Хелсингер
- 2024: Велење
- 2025: Виладеканс
- 2025: Тревизо